# Потрашков Сергій Васильович
Сергій Васильович Потрашков (нар. 22 жовтня 1956, Харків) — історик, доктор історичних наук, професор Харківської державної академії культури, болгарист.

## Біографія
Народився 22 жовтня 1956 року у Харкові в родині інженерів. Батько — Василь Іванович Потрашков (1930—2010) працював в одному з дослідницьких центрів, згодом викладав в Українському заочному політехнічному інституті. Мати, Зінаїда Максимівна, все своє робітниче життя провела проєктуючи важкі промислові об'єкти.
З 1963 по 1973 роки  навчався в Харківській середній школі номер 50. У ранньому віці мав інтерес до відвідування пам'ятних місць, музеїв, читання історичної літератури. Таким чином у шкільні роки сформувався професійний напрям. Родичі, вчителі та друзі знали, що Сергій мріяв бути істориком. Обраний шлях природно привів його до Харківського державного університету. О. М. Горького. Подолавши великий конкурс претендентів, у вересні 1973 року, у віці 16 років, став першокурсником історичного факультету. Знайомство з професором Георгієм Йосифовича Чернявським зіграло значну роль у формуванні майбутнього вченого-історика. Перші наукові досягнення отримав у Студентському науковому товаристві. У 1978 році став лауреатом Всесоюзного конкурсу студентських наукових робот. Він був першим і єдиним в історії факультету. У тому ж році, отримавши диплом з відзнакою, майбутній вчений почав свою кар'єру вчителя історії харківської середньої школи № 129. Робота в школі не тільки допомогла набути необхідного професійного досвіду, але й певною мірою посилила молодого історика. Але головною мрією була наукова діяльність. Обрана тема майбутньої дисертації в галузі болгарознавства — галузь історичної науки, якою здавна славився Харківський університет.
У 1980 році С. В. Потрашкова перевели на роботу інструктором відділу студентської молоді Харківського комсомольського обкому, де він отримав специфічний досвід так званої апаратної роботи, продовжуючи при цьому працювати на наукову тему. Часто працював у бібліотеках, брав участь у наукових конференціях, у тому числі Всесоюзних конференціях істориків-славістів в Ужгороді (1982) та Харкові (1985). Ситуація змінилася в січні 1986 року, коли він розпочав викладацьку діяльність у Харківському медичному інституті. Працював на кафедрі суспільних наук з 1986 по 1993 рік. Обіймав посади асистента, викладача, старшого викладача. Тепер стало можливим безпосередньо брати участь у науковій роботі. За сприяння ректора Харківського медичного інституту професора А. Я. Циганенка у 1987—1988 роках вступив до аспірантури при кафедрі нової та новітньої історії Донецького державного університету, що було вирішальним для завершення дисертації, яку успішно захистив у березні 1989 року в спеціалізованій вченій раді Харківського державного університету. Після завершення дисертації болгаристика стала головною науковою спрямованістю. Брав участь у Всесоюзній конференції славістів у Мінську (1988), і, II і II Дриновських читаннях у Харкові (1988, 1991, 1994), конференції «Болгарська культура крізь століття» у Москві (1992).
У 1991—1995 роках були написані статті для журналу «Позиция», харківських газет «Время» і «Слобідський край», присвячені історії Слобідського козацтва та інших військових формувань, що виникли на Харківщині. Ці матеріали привернули інтерес не тільки істориків і краєзнавців, але й людей широких соціальних кіл. У серпні 1993 року почав обіймати посаду старшого викладача кафедри загальної історії та музеєзнавства Харківського державного інституту культури, яку очолив професор Г. Я. Чернявський. Працюючи у музейному відділі ХДАК, С. В. Потрашков викладав різні курси: Нова історія зарубіжних країн, історія Росії, сучасна історія, історія костюма, предмети побуту і зброї, методи викладання історії в школі, проводив семінари з історії України. Завідував музейно-екскурсійною, виробничою, педагогічною практикою студентів. Водночас продовжив наукові дослідження. У 1996 році отримав вчене звання доцента. Цього ж року отримав грант міжнародного фонду «Відкрите суспільство», який надав можливість відвідати Болгарію і працювати в архівах і бібліотеках. Це стало основою для майбутньої докторської дисертації. Але болгаристика була не єдиним напрямком наукових інтересів. З 1997 року регулярно бере участь у наукових конференціях у Бородінському військово-історичному музеї-заповіднику, присвячених подіям Вітчизняної війни 1812 року. Виступи та публікації з проблем війни 1812 року привернули увагу і отримали позитивну думку колег-істориків з Росії, Білорусі, Польщі. С. В. Потрашков зосередив увагу на тих аспектах, які не були належним чином розкриті в той час: Долі Наполеонівських в'язнів війни, ставлення до війни українського, польського, єврейського населення південному заходу Російської імперії, біографії «забутих» героїв війни.
У 1998 році у видавництві «Око» вийшла перша книга С. В. Потрашкова «Харьковские полки: три столетия истории». Книга ознайомила з забутою історією Слобідських полків, зацікавила багатьох читачів. Переважна кількість примірників розповсюджується на бібліотеки та навчальні заклади Харкова та області. Це допомогло ознайомити шкільну молодь з історією рідного краю. До книг дійшли також бібліотеки і читачі Росії, Білорусі, Болгарії, Польщі, Німеччини, Франція, США. У 2009 році книга була перевидана українською мовою у вигляді альбому під назвою «Слободські полки: Історія, героїка, атрибутика».
З 1997 року бере участь у атестації науково-педагогічних кадрів як опонент під час захисту кандидатських дисертацій. З листопада 2001 по жовтень 2004 був на докторській програмі ХДАК, працюючи над дисертацією про відносини Болгарії з провідними державами антигітлерівської коаліції під час Другої світової війни. Була опублікована монографія за темою дисертації. Дисертацію Захистив у спеціалізованій вченій раді Д 64.051.10 Харківському національному університеті ім. В. Н. Каразіна 14 квітня 2006. У листопаді того ж року Вища атестаційна комісія України присудила С. В. Потрашкову ступінь доктора історичних наук за спеціальністю Всесвітня історія. Після захисту докторської дисертації наукові інтереси дещо змінилися. Увага до болгар зменшилася, хоча  продовжував брати участь у Дриновських і Кирило-Мефодіївських читаннях, тісно співпрацюють із створеним 2005 року при Харківському національному університеті імені В. Н. Каразіна болгарським центром балканських досліджень М. С. Дринова. Основна увага зараз приділяється вивченню ідентичності видатного болгарського полководця Радко Димитрієва. Серед інтересів досі залишається комплекс проблем, пов'язаних з дослідженням Вітчизняної війни 1812 року.
С. В. Потрашков вперше почав аналіз української історіографії з цього питання з XIX ст., до сьогодення, за що його визнали спеціалісти, як в Україні, так і за її межами. Вчений цікавився також новими напрямками, зокрема в галузі фалеристики. У співпраці з видавництвом «Око» протягом 2007—2009 років видав наступні книги: «Ілюстрований військово-історичний словник», «Ордени і медалі країн світу», «Нагороди Другої світової війни», «Нагороди Росії», а також спільно з видавництвом «Клуб сімейного дозвілля» у 2011—2012 роках. — «Нагороди СРСР, Росії, України» та «Бойові нагороди СРСР і Німеччини Другої світової війни». До створення цих видань залучалися колекціонери та музейники. Унікальна інформація та високоякісні ілюстрації надали цій публікації широку читацьку аудиторію. Вони набули популярності далеко за межами країн СНД і неодноразово перевидавався. Впровадження нового спецкурсу «Фалеристичні атракціони в теорії і практиці музеєзнавства» при музейному відділі ХДАК було унікальним відображенням нових інтересів.
С. В. Потрашков проводить значну організаційно-педагогічну роботу з підготовки бакалаврів, спеціалістів, магістрів, аспірантів. Є членом дисертаційних наукових рад у ХДАК, та ХНУ імені В. Н. Каразіна. Понад 20 разів він брав участь на захистах кандидатських і докторських дисертацій. З 2010 по 2018 рік очолював кафедру історії України та всесвітньої історії ХДАК. У листопаді 2012 року присвоєно вчене звання професора. У зв'язку з його високим професійним рівнем був запрошений на лекцію на кафедру східноєвропейської історії факультету ХНУ імені В. Каразіна, де він працював неповний час з 2009 по 2015 рік. У 2010 році проходив стажування на історичному факультеті Кирило-Мефодіївського університету у Велико-Тирново, Болгарія. С. В. Потрашков — автор і редактор понад 270 наукових, науково-популярних праць, опублікованих у журналах і збірниках Києва, Чернігова, Ужгорода, Харкова, Луганська, Москва, Бєлгород, Пенза, Смоленськ, Єлапуга, Уфа, Можайськ, Єрбінбург, Болгарія (Софія). Брав участь у авторських командах енциклопедій «Вітчизняна війна 1812 року», «Закордонні походи російської армії 1813—1815 років», «Вітчизняна війна 1812 року і визвольна кампанія російської армії 1813—1814 років», «Розія в Первій світливій зиму 1914—1918 років», енциклопедичний довідник «Харківщина». Вчений є членом редакційних колегій «Вісника Харківської державної академії культури», «Дриновського збірника», збірника «Актуальні проблеми вітчизняної та світової історії», Вісника Харківського національного університету імені В. Н. Каразіна. Серія «Історія», журналу «Імператор». Науково-соціальна діяльність С. В. Потрашкова відзначена у 2005 році грамотою Харківської обласної державної адміністрації та обласної ради. У 2015 році Громадська рада за сприяння Державної комісії з підготовки до святкування 200-річчя Перемоги Росії у Вітчизняній війні 1812 року нагородила його хрестом «за увічнення пам'яті Вітчизняної війни 1812 року».

## Основні праці
- Потрашков С. В. Вступ Болгарії у Другу Світову війну та позиція провідних держав антигітлеровської коаліції / С. П. Потрашков // Вісник Харківської державної академії культури. — Харків : ХДАК, 2001. — Вип. 8. — С. 37–44.
- Потрашков С. В. Радянська та сучасна російська історіографія про поділ Балкан на сфери впливу між СРСР та Великою Британією в 1944 р. / С. В. Потрашков // Вісник Харківської державної академії культури. — Харків : ХДАК, 2002. — Вип. 9. — С. 44–50.
- Потрашков С. В. Партизанський рух у Болгарії та провідні держави антигітлерівської коаліції 1941-1944 рр. / С. В. Потрашков // Вісник Харківської державної академії культури. — Харків : ХДАК, 2004. — Вип. 15. — С. 43–49.
- Потрашков С. В. Антигитлеровская коалиция и Болгария. 1941-1944 гг. : монография / С. В. Потрашков; М-во культуры и искусств Украины, Харьк. гос. акад. культуры. — Харьков : ХГАК, 2005. — 282 с.
- Потрашков С. В. Слобідські полки: історія, героїка, атрибутика / С. В. Потрашков ; худож. оформ. В. І. Лисняк. — Харків : Колорит, 2009. — 168 с.
- Потрашков С. Балаклійський слобідський козацький полк / С. Потрашков // Харківщина. — Харків, 2014. — С. 27–28.
- Потрашков С. Ізюмський слобідський козацький полк / С. Потрашков // Харківщина. — Харків, 2014. — С. 147.
- Потрашков С. Чугуївський козацький полк / С. Потрашков // Харківщина. — Харків, 2014. — С. 419.